# Малая Киреевка (Липецкая область)
Малая Киреевка — деревня в Тербунском районе Липецкой области России. Входит в состав Кургано-Головинского сельсовета.

## География
Деревня находится в юго-западной части Липецкой области, в лесостепной зоне, в пределах Среднерусской возвышенности, на правом берегу реки Ольшанец, на расстоянии примерно 9 километров (по прямой) к северо-северо-западу (NNW) от села Тербуны, административного центра района. Абсолютная высота — 191 метр над уровнем моря.
Климат умеренно континентальный с теплым летом и умеренно морозной зимой. Годовое количество осадков — 450—500 мм. Средняя температура января составляет −9,5°, июля — +19,5°.
Часовой пояс
Деревня Малая Киреевка, как и вся Липецкая область, находится в часовой зоне МСК (московское время). Смещение применяемого времени относительно UTC составляет +3:00.

## Население
| 2009 | 2010 |
| ---- | ---- |
| 0    | →0   |